# 바나나
바나나(영어: Banana, 문화어: 빠나나)는 파초과 파초속의 여러해살이 식물과 열매를 두루 일컫는 말이다.
바나나는 열대 아시아, 인도,  말레이시아 등지가 바나나의 원산지이지만, 현재의 주된 바나나 생산 지역은 인도, 브라질, 필리핀, 에콰도르 등이다
바나나는 무덥고 습한 기후에서 자라며 물빠짐이 좋은 모래질 참흙에서 재배가 가장 잘 된다.   대한민국에서는 기온이 낮아 상업적으로 재배되는 품종의 실외 재배는 불가능하며 제주도 등지에서 온실에서는 소량 재배하고 있다.

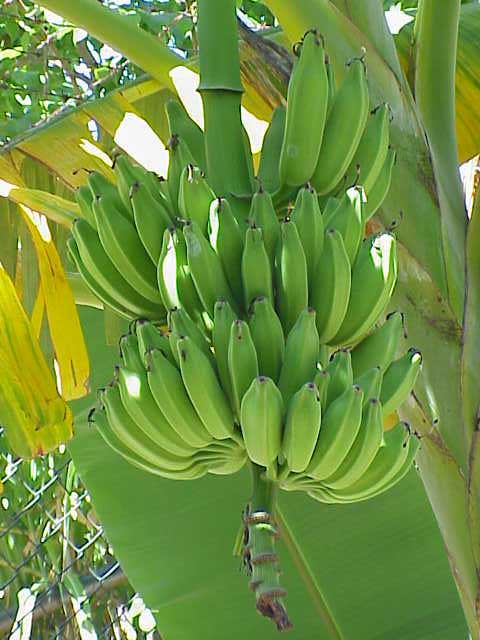
익기전 바나나

## 외관
바나나는 3~10미터 정도의 높이까지 자라며  여러해살이풀로 분류된다. 씨(종자)는 짙은 갈색을 띠고 있으며 둥글고 5 밀리미터 정도 된다. 원기둥 모양의 헛줄기를 가지고 있다.  재배되는 바나나 품종은 수백 가지에 달한다. 중요한 상업용 품종으로는 마르티니크, 자메이카, 벨리즈, 그리고 바라코이라고도 하는 붉은 바나나가 있다. 플랜틴이라고 하는 큰 바나나 종류는 단단하고 녹말 성분이 많아 보통 조리용 채소로 먹는다. 서아프리카 및 중앙아프리카, 중앙 아메리카 등지에서 플랜틴은 주식으로 자리잡혀 있다.

## 특징
바나나 농사는 다 자란 바나나의 땅속 줄기에서 새순을 베어내는 데서 시작된다. 새순을 땅에 심고 3-4주가 지나면 똘똘 감긴 잎이 싹터 나오는데, 잎은 자라면서 펼쳐져 길이 4m, 폭 1m의 크고 번들거리는 넓은 타원형 잎몸을 이룬다. '헛줄기'로 불리는 바나나의 줄기는 단단하게 감긴 잎몸과 잎자루로 이루어져 있다. 바나나는 약 10개월 정도 자라면 굵은 땅속줄기의 끝부분에서 커다란 눈이 생겨 잎의 다발 위까지 자라 나온다. 눈에는 포(苞)라고 하는 작은 자주색 잎이 많이 달려 있다. 포가 달린 줄기가 식물체의 꼭대기까지 자라면 포가 말리면서 작은 꽃차례가 나타나며, 이 꽃들은 수정되어 녹색을 띠는 작은 바나나를 맺는다. 바나나 송이는 대개 바나나 10-20개로 이루어지는데, 한 식물체에 대략 다섯 송이가 열린다. 바나나가 커지면 줄기는 아래로 축 처지고 바나나는 위쪽으로 구부러지기 시작한다. 열매는 5-6개월 후에 익으며, 다 익으면 땅에 떨어진다. 익은 바나나는 바로 먹지 않으면 상하기 때문에 수출용 바나나는 완전히 익지 않아서 녹색일 때 수확한다. 종에 따라서는 익기 전까지 독을 지닌 것도 있다.

## 쓰임새
바나나는 주로 식용을 목적으로 재배되어,  간식으로 이용되거나 가공 곡식, 과일 칵테일, 샐러드, 케이크, 파이 등에 재료로 쓰인다.
이 과일에는 탄수화물이 풍부하고, 인, 칼륨, 비타민A, 비타민C가 들어 있다. 뿐만 아니라 수용성 식이섬유가 풍부하여 변비 예방 및 개선에 도움을 준다.
말린 바나나를 간식으로 먹거나 가루로 빻아 이용한다. 그리고 바나나 잎도 여러가지에 쓰인다.
옛날 하와이, 쿡 제도, 타히티, 사모아 등 폴리네시아 지역에는 카푸(Kapu)가 있어서 여자들은 코코넛과 함께 먹지 못하는 식용 작물이 되었다.

## 분류
- Musa × sapientum L.
- Musa paradisiaca L.
- Musa × paradisiaca L.
- Musa paradisiaca L. subsp. Musa sapientum J. G. Baker
- Musa rosacea N. J. von Jacquin
- Musa violacea J. G. Baker
- Musa cliffortiana L.
- Musa dacca P. F. Horaninow
- Musa rosacea N. J. von Jacquin
- Musa × paradisiaca L. subsp. sapientum(L.) C. E. O. Kuntze
- Musa × paradisiaca var. dacca (P. F. Horaninow) J. G. Baker ex K. M. Schumann

## 영양가
껍질을 포함하지 않은 날 바나나는 75%가 수분 23%가 탄수화물, 1%가 단백질이며 무시할만한 수준의 지방이 포함되어 있다.

## 품종
바나나의 종류는 다양하지만 대다수가 야생 바나나이다. 야생바나나는 단단한 씨로 인해 식용하기에 무리가 따른다. 그중에서 우리가 먹는 바나나 품종은 모라도(Morado), 틴독(Tindok), 칼다바(Cardava), 미니(mini), 캐번디시(Cavendish), 애플바나나 등이 있으며, 무사 아쿠미나타(Musa acuminata)와 무사 발비시아나(Musa balbisiana)의 교잡종이다. 1950년대까지는 그로 미셸(Gros Michel)이라는 품종이 있었으나 파나마병이 유행하면서 1960년대에 생산이 중단되었다. 지금은 그보다 파나마병에 잘 견디는 캐번디시 바나나(Cavendish)를 주로 재배하고 있다. 그러나 그로 미셸도 아직 소량으로 길러진다.

## 무역
| 순위                                                          | 국가명     | 수량 (100만 톤) | 비중  |
| ------------------------------------------------------------- | ---------- | --------------- | ----- |
| 표 1: 생산량 (2013)                                           |            |                 |       |
| 1                                                             | 인도       | 27.6            | 25.8% |
| 2                                                             | 중국       | 12.1            | 11.6% |
| 3                                                             | 필리핀     | 8.6             | 8.1%  |
| 4                                                             | 브라질     | 6.9             | 6.5%  |
| 5                                                             | 에콰도르   | 6.0             | 5.6%  |
| 6                                                             | 인도네시아 | 5.4             | 5.0%  |
| 7                                                             | 과테말라   | 3.2             | 3.0%  |
| 8                                                             | 앙골라     | 3.1             | 2.9%  |
| 9                                                             | 탄자니아   | 2.7             | 2.5%  |
| 10                                                            | 부룬디     | 2.2             | 2.1%  |
|                                                               | 기타       | 28.7            | 26.9% |
|                                                               | 전 세계    | 106.7           | 100%  |
| 표 2: 수출량 (2012)                                           |            |                 |       |
| 1                                                             | 에콰도르   | 5.2             | 26.9% |
| 2                                                             | 필리핀     | 2.6             | 13.7% |
| 3                                                             | 코스타리카 | 1.9             | 9.8%  |
| 4                                                             | 과테말라   | 1.9             | 9.7%  |
| 5                                                             | 콜롬비아   | 1.7             | 9.0%  |
|                                                               | 기타       | 6.0             | 30.9% |
|                                                               | 전 세계    | 19.3            | 100%  |
| 출처: Food and Agriculture Organization of the United Nations |            |                 |       |

바나나와 플랜틴은 개발도상국의 수백만 명의 사람들을 위한 주된 작물에 속한다. 대부분의 열대 지역 국가에서는 요리에 쓰이는 풀빛의 바나나가 주 경작 품종에 해당한다. 바나나는 감자와 비슷한 방법으로 요리한다. 둘 다 튀기거나 끓이거나 굽거나 빻을 수 있으며 대접할 때의 맛과 결은 비슷하다. 바나나 하나는 감자 하나와 거의 같은 열량을 제공한다.
2013년 기준으로 인도는 바나나 세계 생산에서 전 세계 작물의 약 26%를 차지할 만큼 선두를 달리고 있으며 거의 자국에서 소비된다. 수출량은 2012년 기준으로 에콰도르가 가장 높다.

## 이용

### 음식 및 요리

#### 과실

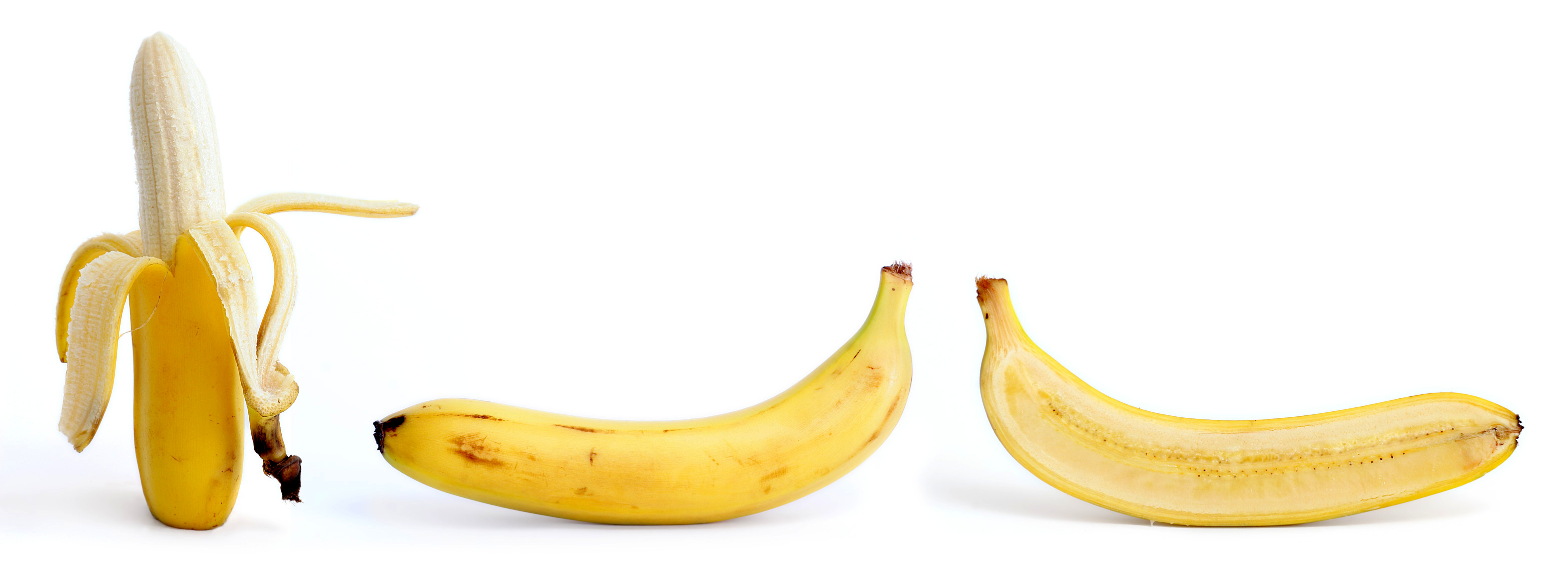
껍질을 벗긴 모습, 온전한 모습, 반으로 자른 모습

바나나는 수많은 열대 개체군을 위한 주 녹말이다. 보통 자라는데 약 6주가 걸리는데 무르익고 경작된 정도에 따라 속살의 맛은 거북한 것부터 달달한 것에 이르기까지 다양하며 결 또한 견실한 것부터 흐늘흐늘한 것까지 다양하다. 껍질과 안쪽 부분 모두 날로 먹을 수도, 요리로 이용하여 먹을 수도 있다. 바나나의 맛은 다른 화학 물질 중 바나나 기름의 주 성분 가운데 하나인 초산이소아밀에서 비롯한 것이다.
무르익는 동안 바나나는 에틸렌이라는 식물 호르몬을 만들어내며 이 또한 맛에 간접적으로 영향을 미친다. 이 가운데 에틸렌은 녹말을 당으로 분해하는 아밀라아제의 형성에 자극을 주므로 바나나의 맛에 영향을 끼친다. 풀빛이 나는 덜 익은 바나나는 더 높은 수준의 녹말을 지니고 있으며 이 결과 녹말의 맛이 더 진하다. 에틸렌은 바나나의 세포 사이의 펙틴을 분해하는 효소인 펙티나아제의 생성 신호를 보내므로 바나나가 익을 때 더 부드러워진다. 노란 빛의 바나나는 더 높은 당이 농축되어 있는 까닭에 더 달다. 그 이유로 녹색의 바나나는 감자와 비슷하게 식용으로 이용되며 황색의 바나나는 과일로서 이용된다.

#### 바나나를 이용한 요리
- 바나나 케이크
- 초콜릿 바나나
- 바나나빵
- 론통 - 인도네시아 요리
- 푸푸 - 가나 요리
- 바나나 글라스 - 세네갈 요리
- 알코, 모잉모잉 - 나이지리아 요리
- 케시요스 - 콜롬비아 요리
- 모퐁고 - 쿠바 요리
- 베리 아미나나나 - 마다가스카르 요리
- 바나나 초콜릿 퐁뒤

### 섬유

##### 직물
바나나는 한동안 고품질의 직물을 위한 섬유의 원천이 되어왔다. 일본에서 의상과 가정을 위한 바나나 경작은 적어도 13세기로까지 거슬러 올라간다. 일본에서 잎과 싹을 식물에서 주기적으로 잘라내어 부드러움을 보증하였다. 전통적인 일본의 옷 제작 과정은 모두 수작업으로, 수많은 단계를 요구한다.

##### 종이
바나나 섬유는 바나나 종이를 만드는 데 쓸 수 있다. 바나나 종이는 두 가지 측면에서 쓰인다. 이를테면 주로 예술 목적 등을 위해 바나나 풀(바나나는 나무가 아니라 풀에서 나는 열매다. 나무처럼 보이지만 사실 나무가 아니라 여러해살이 풀이다.) 껍질로 종이를 만들거나, 줄기와 이용에 불필요한 과일로부터 산업화 과정을 통해 얻은 바나나 섬유로 종이를 만든다. 이러한 종이 자체는 손으로 직접 만들거나 산업 과정을 거쳐 만들 수 있다.

## 바나나의 멸종

### 파나마병
바나나 암으로 불릴 만큼 바나나에게는 치명적인 병으로, 파나마병을 일으키는 원인 균은 ‘푸사리움 옥시스포룸’(Fusariim oxysporum)이라는 곰팡이 균이다. 1903년 파나마에서 처음 발견됐으며 이 균은 바나나 잎, 뿌리를 통해 감염되어 잎이 갈색으로 변한 후 말라죽게 된다. 그로미셸 품종은 이 병에 저항성이 없기 때문에 집단 폐사했다. 이에 더 발전하게 된 ’변종 파나마병‘이 캐번디시 품종을 위협하고 있다.

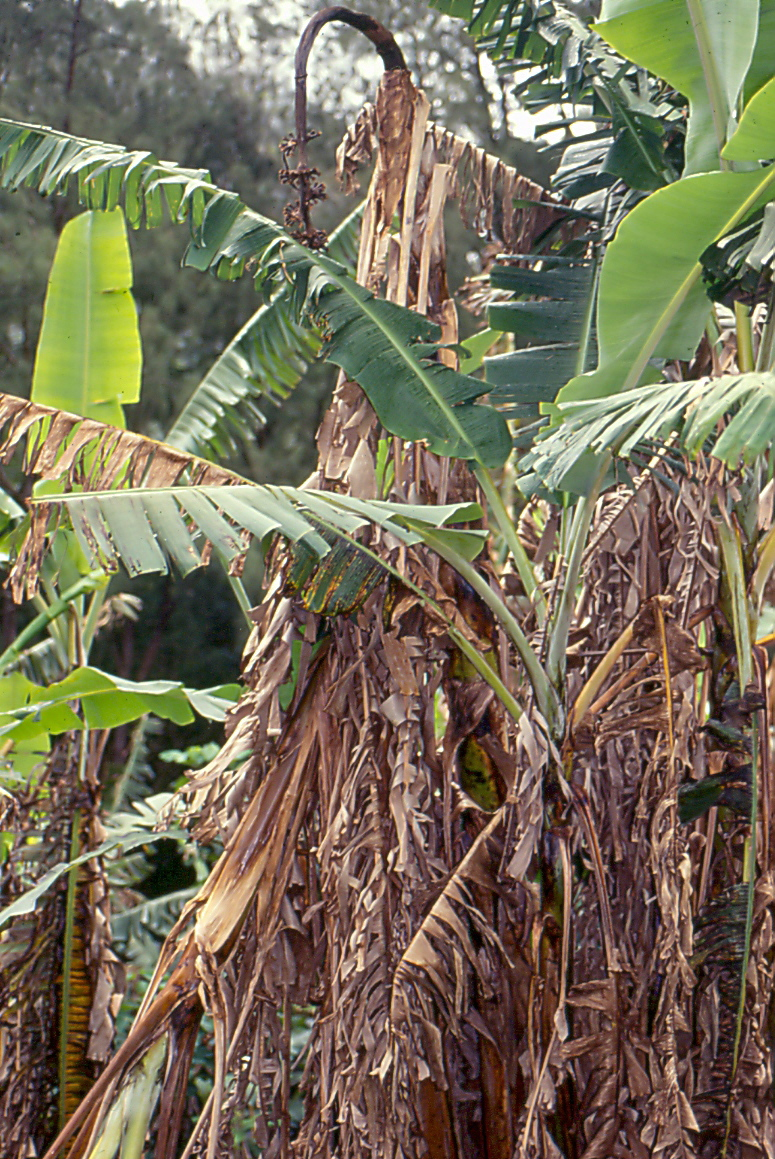
파나마병에 걸린 바나나

### 해결책
변종 파나마병에 강한 품종으로 개량하는 것은 쉽지 않아 별다른 해결책이 없는 상황이다. 씨가 없는 바나나는 번식력이 없고 유전적 다양성이 없기 때문에 신종 파나마병에 저항성을 갖거나 새로운 품종을 찾는 것은 어려울 것이다.

### 대체품
전 세계에는 캐번디시 품종 외에도 1000여 종의 바나나가 있지만 우리가 평소 알고 있는 바나나와는 많이 다르다. 그로미셸 또한 일부지역에서 소규모로 생산되고 있지만 현대인들의 입맛이나 품질에 있어서 우수하지 않다는 평이다. 이에 과학자들은 바나나를 지키기 위해 다른 품종을 개발 중이다.

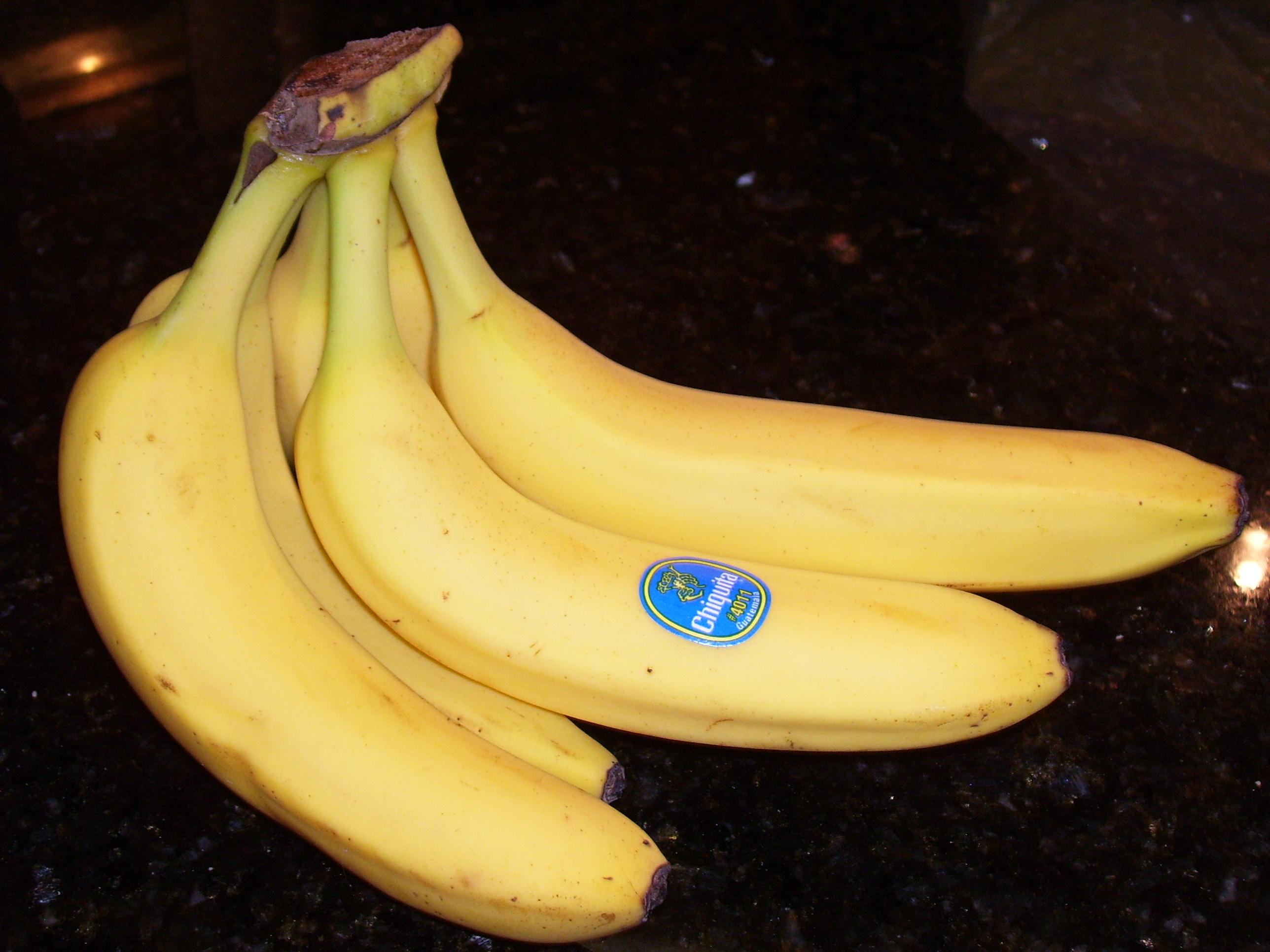
Chiquita 브랜드의 바나나
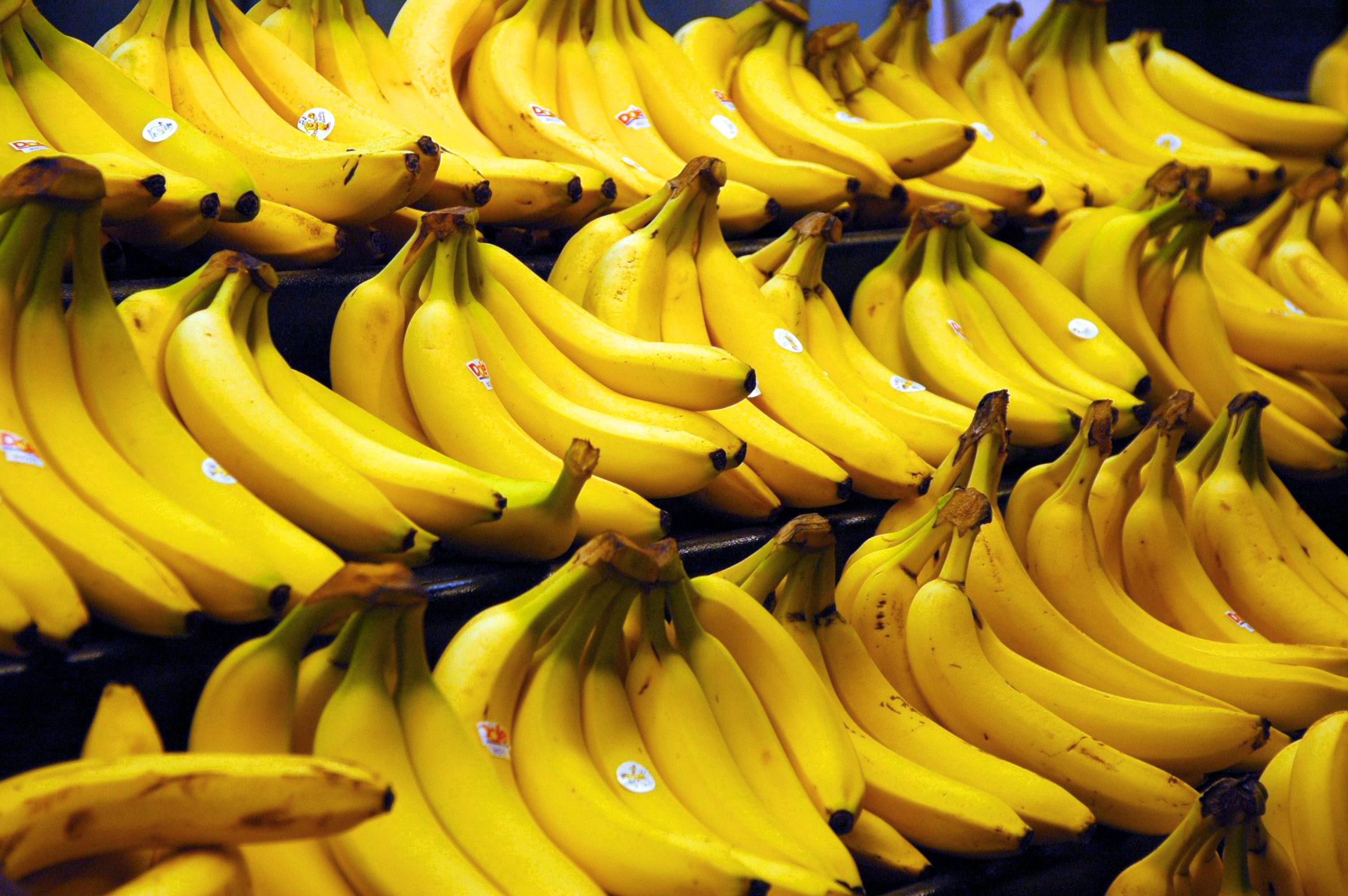
식료품점에 진열된 캐번디시(Cavendish) 바나나
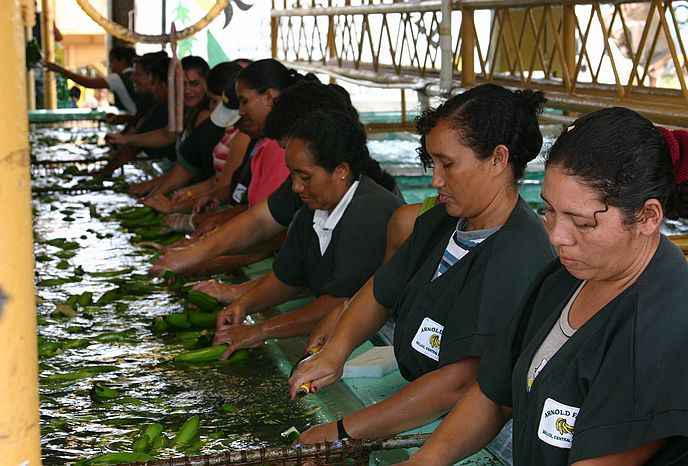
바나나를 골라 자르는 여성들.
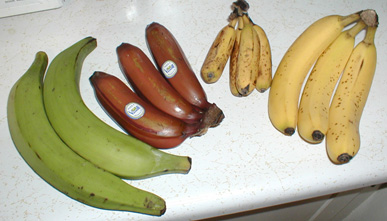
덜 익을 때는 연두색이나 녹색빛을 띠지만 익을 때는 노란색 대신 빨갛거나 자주빛을 띠는 바나나도 있다.

## 같이 보기
- 바나나 (종)
- 플랜틴
- 바나나 킥
- 바나나맛 우유
- 바나나 껍질